# Ferrero Tossio
Ferrero Tossio (Civitavecchia, 1º settembre 1918 – Terni, 2021) è stato un calciatore italiano, di ruolo attaccante.

## Carriera
Giocò in Serie A con la Lazio.

## Statistiche
| Stagione  | Squadra     | Campionato | Campionato | Campionato |
| Stagione  | Squadra     | Comp       | Pres       | Reti       |
| --------- | ----------- | ---------- | ---------- | ---------- |
| 1939-1940 | Cecina      | C          | 33         | 5          |
| 1940-1941 | Spezia      | C          | 9          | 3          |
| 1941-1942 | Cecina      | C          | 32         | 11         |
| 1942-1943 | Alessandria | B          | 14         | 3          |
| 1945-1946 | Lazio       | A          | 7          | 1          |
| 1946-1947 | Ternana     | B          | 27         | 9          |
| 1947-1948 | Ternana     | B          | 29         | 13         |
| 1948-1949 | Ternana     | C          | 37         | 16         |
| 1949-1950 | Catania     | B          | 36         | 20         |
| 1950-1951 | Catania     | B          | 37         | 21         |
| 1951-1952 | Livorno     | B          | 34         | 10         |
| 1952-1953 | Livorno     | C          | 31         | 11         |
| 1953-1954 | Livorno     | C          | 29         | 12         |
| 1954-1955 | Livorno     | C          | 19         | 7          |
| 1955-1956 | Livorno     | B          | 16         | 0          |
| 1956-1957 | Cecina      | IV         | 30         | 10         |
| 1957-1958 | Cecina      | IV         | 16         | 1          |